# Xã Richland, Quận Wyandot, Ohio
Xã Richland (tiếng Anh: Richland Township) là một xã thuộc quận Wyandot, tiểu bang Ohio, Hoa Kỳ. Năm 2010, dân số của xã này là 871 người.